# Dolní Bučice
Dolní Bučice (německy Unter Butschitz) jsou vesnice, část obce Vrdy v okrese Kutná Hora. Nachází se asi jeden kilometr severozápadně od Vrd. Dolní Bučice jsou také název katastrálního území o rozloze 2,74 km².

## Historie
První písemná zmínka o vesnici pochází z roku 1279.

## Pamětihodnosti
- Kostel Všech svatých
  - V kostele se nachází fresková výzdoba a mobiliář od významného výtvarníka Vojmíra Vokolka z let 1962-1963[4].
- Červený mlýn[5]